# Omar Pašagić
Omar Pašagić (* 11. Oktober 1997 in Leonberg) ist ein bosnisch-herzegowinischer Fußballspieler. 

## Karriere
Omar Pašagić schaffte 2016 bei den Stuttgarter Kickers den Sprung in die U23 des Vereins. Ein Jahr später wechselte er nach Bosnien-Herzegowina zum FK Borac Banja Luka. Für diesen gab er sein Profidebüt in der Premijer Liga. Nach einer Saison kehrte er nach Deutschland zurück und spielte seither bei den Regionalligisten Berliner AK 07, BSV Rehden und Tennis Borussia Berlin.